# Odilo Pedro Scherer
Odilo Pedro Scherer (sinh 1949) là một Hồng y người Brazil của Giáo hội Công giáo Rôma. Ông hiện đảm nhận vị trí Tổng giám mục Tổng giáo phận São Paulo.

## Tiểu sử
Hồng y Scherer sinh ngày 21 tháng 9 năm 1949 tại São Francisco, Brazil. Sau quá trình tu học, ngày 7 tháng 12 năm 1976, ông được phong chức linh mục bởi giám mục Giáo phận Toledo Armando Círio, O.S.I. Tân linh mục cũng là thành viên linh mục đoàn giáo phận này.
Ngày 28 tháng 11 năm 2001, Tòa Thánh công bố việc bổ nhiệm linh mục Odilo Pedro Scherer làm Giám mục Hiệu tòa Novi, Giám mục Phụ tá Tổng giáo phận São Paulo. Lễ tấn phong cho tân giám mục được cử hành ngày 2 tháng 2 năm 2002, bới chủ phong là Cláudio Aury Affonso Hummes, O.F.M., Hồng y - Tổng giám mục São Paulo. Hai giám mục phụ phong gồm: Armando Círio, O.S.I., Nguyên Tổng giám mục Tổng giáo phận Cascavel và Anuar Battisti, giám mục Toledo. Khẩu hiệu Tân giám mục chọn là:In meam commemorationem. Sau đó, ngày 9 tháng 3 ông mới chính thức nhận chức vụ này.
Ngày 21 tháng 3 năm 2007, Tòa Thánh bổ nhiệm Giám mục Scherer làm Tổng giám mục São Paulo. Ông chính thức nhận chức vụ này ngày 27 tháng 4 năm 2007. Trong Công nghị Hồng y năm 2007 được cử hành ngày 24 tháng 11 năm 2007, Giáo hoàng Biển Đức XVI đã vinh thăng cho Tổng giám mục Scherer tước vị Hồng y Nhà thờ Sant’Andrea al Quirinale. Ông đã đến nhận nhà thờ Hiệu tòa ngày 17 tháng 2 năm 2008. Hồng y Scherer sau đó là Thành viên Ủy ban Hồng y giám sát Viện Nghiên cứu Tôn giáo từ ngày 24 tháng 2 năm 2008 đến ngày 15 tháng 1 năm 2014 và là Thành viên Ủy ban Hồng y để nghiên cứu các vấn đề tổ chức Văn phòng kinh tế Tông Tòa từ ngày 9 tháng 5 năm 2009 đến ngày 24 tháng 2 năm 2014.